# مسعود تجریشی
مسعود آقامحمد تجریشی (زادهٔ ۶ مرداد ۱۳۴۱ تهران)، سرپرست فعلی دانشگاه صنعتی شریف، معاون محیط‌زیست انسانی سازمان حفاظت محیط زیست ایران در دولت دوازدهم، مدیر دفتر برنامه‌ریزی و تلفیق ستاد احیای دریاچه ارومیه در دولت‌های یازدهم و دوازدهم و استاد تمام دانشکده مهندسی عمران دانشگاه صنعتی شریف است.
در سال ۱۳۹۳ او در سمت مدیر دفتر برنامه‌ریزی و تلفیق ستاد احیای دریاچه ارومیه وعده داد تا در سال ۱۴۰۲ دریاچه ارومیه به حالت طبیعی (تراز آب اکولوژیک با تجمع تدریجی ۱۳ میلیارد متر مکعب آب) برمی‌گردد. برنامه‌ریزی احیای دریاچه ارومیه تا این سال به ریاست تجریشی انجام شد که در ستاد احیای دریاچه ارومیه در قالب برنامه جامع احیای این دریاچه به شکل دولتی در دانشگاه صنعتی شریف تهیه شده بود و تا تیر ۱۴۰۱ دانشگاه صنعتی شریف و دفتر این ستاد در این دانشگاه مسئول اجرای آن بودند.

## سوابق تحصیلی
- دکترای مهندسی محیط زیست از دانشگاه کالیفرنیا، دیویس در سال ۱۹۹۳ (۱۳۷۳)
- کارشناسی ارشد علوم و مهندسی آب از دانشگاه کالیفرنیا، دیویس در سال ۱۹۹۰ (۱۳۶۹)
- کارشناسی علوم و مهندسی آب و خاک از دانشگاه کالیفرنیا، دیویس در سال ۱۹۸۸ (۱۳۶۷)

## سوابق کاری و اجرایی
تجریشی پس از بازگشت به ایران در سال ۱۳۷۳، به عنوان مدرس در دانشگاه صنعتی شریف با رتبهٔ استادیار مشغول به کار شد و پس از گذشت ۲۰ سال، با انجام بیش از ۴۶ طرح تحقیقاتی زیست‌محیطی متنوع (در موضوعاتی چون منابع آب، تصفیهٔ فاضلاب، گرد و غبار، مدیریت پسماند، سنجش از دور و…) موفق به کسب رتبهٔ استاد تمام گردید. علاوه بر این، انتشار ۷۸ مقاله در مجلات خارجی و کنفرانس‌های بین‌المللی و ۱۷۹ مقاله علمی پژوهشی در مجلات و کنفرانس‌های علمی و حرفه‌ای داخلی بخشی از فعالیت‌های علمی مسعود تجریشی است. تاکنون وی استاد راهنمای بیش از ۹۰ رساله ارشد و دکتری بوده‌است. از جمله سوابق کاری و اجرایی وی می‌توان به موارد زیر اشاره کرد:
- مدیر دفتر برنامه‌ریزی و تلفیق ستاد احیای دریاچه ارومیه، 1392 تا 1401.[۶]
- رئیس پارک علم و فناوری دانشگاه صنعتی شریف، ۱۳۹۵ تا آبان ۱۳۹۶.[۷]
- معاون پژوهش و فناوری دانشگاه صنعتی شریف، ۱۳۸۹ تا ۱۳۹۵.[۸]
- رئیس مرکز تحقیقات سنجش از دور دانشگاه صنعتی شریف، ۱۳۹۳ تاکنون.
- عضو کمیته مشورتی بین‌المللی آب معاونت امور آب و آبفای وزارت نیرو، ۱۳۸۸ تاکنون.
- عضو ستاد اصلاح الگوی مصرف آب کشور، شرکت مهندسی آب و فاضلاب کشور، وزارت نیرو، ۱۳۸۸.
- مدیر دفتر امور پژوهشی و فناوری دانشگاه صنعتی شریف، ۱۳۸۷–۱۳۸۰.
- رئیس دفتر مطالعات آب و محیط زیست، دانشگاه صنعتی شریف، ۱۳۷۸ تاکنون.[۹]
- دبیر شورای عالی نظارت بر طرح‌های ملی و هماهنگ‌کنندهٔ طرح‌ها، دانشگاه صنعتی شریف، ۱۳۷۷ تاکنون.
- معاون پژوهشی دانشکده مهندسی عمران، دانشگاه صنعتی شریف، ۱۳۸۰ – ۱۳۷۶ و ۱۳۸۹–۱۳۸۸.
- عضو شورای عالی سیاستگذاری بهداشت محیط کشور، وزارت بهداشت، درمان و آموزش پزشکی، ۱۳۷۹–۱۳۷۸.
- عضو کمیته تخصصی محیط زیست در تدوین برنامه پنج ساله سوم تحقیقات آب، سازمان مدیریت منابع آب ایران، ۱۳۷۷.
- مدیر گروه آب و محیط زیست، دانشکده مهندسی عمران، دانشگاه صنعتی شریف، ۱۳۷۶–۱۳۷۳.
- سرپرست بخش آلودگی گروه محیط زیست، شرکت مهندسی مشاور مهاب قدس، ۱۳۷۶–۱۳۷۵.
- عضو کمیته کشوری آب و فاضلاب، وزارت بهداشت درمان و آموزش پزشکی، ۱۳۷۵–۱۳۷۴.
- عضو کمیته فنی آبیاری تحت فشار، وزارت کشاورزی، ۱۳۷۵–۱۳۷۴.

پس از انتخاب عیسی کلانتری به عنوان رئیس سازمان حفاظت محیط زیست ایران، مسعود تجریشی در تاریخ ۲۵ شهریور ۱۳۹۶ به عنوان معاون محیط‌زیست انسانی این سازمان منصوب گردید: عیسی کلانتری در مراسم معارفه مسعود تجریشی دربارهٔ او می‌گوید: «تجریشی از جمله نیروهایی است که در جمهوری اسلامی کم داریم. کسی که به خاطر تعهد به پروژه احیای دریاچه ارومیه از ریاست دانشگاه صنعتی شریف صرف نظر کرد.»
تجریشی دربارهٔ انتصاب خود به عنوان معاون سازمان محیط زیست به خبرنگار تابناک، گفت: «تخصص و تحصیلات دانشگاهی من با پستی که اخیراً در سازمان محیط زیست بر عهده گرفتم، کاملاً منطبق است. بنا دارم تجربیات گذشته و تخصص خود را برای حل بحران‌های زیست‌محیطی کشور به کار ببندم.» وی در پاسخ به پرسش خبرنگار تابناک که پرسید با «این حساب تکلیف دریاچه ارومیه چه خواهد شد و چارت سازمانی ستاد چه تغییراتی خواهد داشت؟»، افزود: «ما در ستاد احیا کارها را سیستمی پیش می‌بریم و سیستمی که در ستاد احیا ایجاد کردیم، شخص محور نیست. در سال‌های گذشته، تلاش شد که نهادها و سازمان‌های جدید دیگری مثل دانشگاه‌ها وارد ماجرا شوند و کار ستاد یک کار تیمی است.» او خاطرنشان ساخت که: «چارت سازمانی ستاد در رأس آن تغییری نخواهد داشت و عیسی کلانتری به عنوان رئیس و بنده به عنوان مدیر دفتر برنامه‌ریزی و تلفیق کارمان را ادامه خواهیم داد. این درست است که در شرایط کنونی، حجم کار ما افزایش خواهد یافت، اما اجازه نخواهیم داد در شرایط جدید، مشکلی در مسیر احیای دریاچه از منظر مدیریتی پیش آید.»
در دومین همایش بزرگداشت روز ملی آب در اسفند ۱۳۹۵، از مسعود تجریشی به عنوان چهره‌ای اثرگذار در حوزه آب کشور تجلیل گردیده‌است.